# Apfelkorn
Apfelkorn je německý ovocný likér vyráběný z jablečné šťávy a obilné pálenky. Tento likér bývá čirý se zlatě žlutou barvou. Obsahuje 18–20 % alkoholu. Nejznámějším výrobcem apfelkornu je německá firma Berentzen.